# Charlotte Rampling
Tessa Charlotte Rampling, OBE (Sturmer, 5 de fevereiro de 1946) é uma atriz britânica indicada ao Oscar pelo seu trabalho no filme 45 Years. Sua carreira abrange mais de quatro décadas no cinema internacional, especialmente no britânico, americano, francês e italiano.

## Infância
Nascida em Sturmer, uma pequena cidade do condado de Essex, na Inglaterra, Charlotte é filha de um coronel do exército britânico e da OTAN, Godfrey Rampling, campeão olímpico integrante da equipe britânica de revezamento 4 x 400 metros rasos que obteve a medalha de ouro nos Jogos Olímpicos de 1936, em Berlim e de Anne Isabelle (nascida Gurteen), uma pintora. Estudou em colégios de elite, a Jeanne d'Arc Académie pour Jeunes Filles, em Versalhes, na França, e a St. Hilda's School, em Bushey, Hertfordshire, na Inglaterra.

## Carreira
Aos 17 anos, começou uma carreira de modelo num comercial de televisão e dois anos depois é lançada em grande estilo no cinema com um pequeno papel no filme The Knack ...and How to Get It (br: A Bossa da Conquista, 1964), que recebeu a Palma de Ouro no Festival de Cannes e revelou jovens atores britânicos, ícones da década de 1960, como Michael Crawford e Rita Tushingham.

Depois de mais dois pequenos filmes, sua carreira se dividiu entre os cinemas francês, italiano e britânico. A jovem Charlotte tinha um estilo sexy com um que de masculinizado, que chamava atenção do público e da crítica. Apesar do sucesso que começou a fazer ao lado de atores da sua geração, ela disse numa entrevista anos mais tarde:
"Nós não estávamos felizes. Aquilo era um pesadelo, quebrar as regras e tudo o mais. Todo mundo achava que estávamos nos divertindo bastante, mas as pessoas se enchiam tanto de drogas que nem sabiam o que estava acontecendo."
Trabalhou em 1972 no filme "Asilo Sinistro", da Amicus. Após alguns filmes de menor expressão, Charlotte, que sempre deu preferência a papéis controversos e desafiadores do que a papéis populares, deu um salto na carreira com um dos papéis principais de La caduta degli dei (br: Os Deuses Malditos / pt: Os Malditos), uma das obras-primas antiguerra e antinazista do mestre do cinema italiano Luchino Visconti, que a tornou um dos nomes mais conhecidos do cinema na Europa. Seu olhar considerado gélido e sedutor, (The Look, como era chamado) ressaltado por suas sobrancelhas, passa a ser sua marca registrada. Seu grande momento, entretanto, veio cinco anos depois, no polêmico e aclamado pela crítica Il portiere di notte (O Porteiro da Noite, 1974), de Liliana Cavani, que trata da relação sadomasoquista entre uma ex-prisioneira dos nazistas (Rampling) e seu antigo carrasco (Dirk Bogarde) num encontro no pós-guerra, e a transforma num símbolo sexual cult e grande estrela internacional.

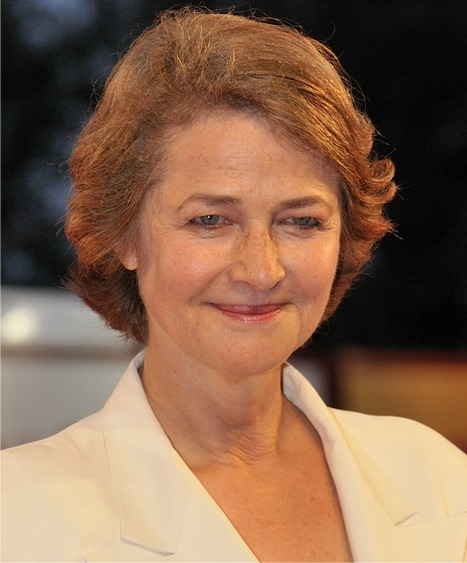
Rampling no Festival de Veneza de 2009.

Enquanto continuava a filmar na Europa, no fim da década de 1970, Charlotte tornou-se mais popular entre a audiência norte-americana com seu trabalho no film noir  Farewell, My Lovely, com Robert Mitchum (1975), baseado no romance de Raymond Chandler, Stardust Memories (br: Memórias) com e de Woody Allen e, principalmente, The Verdict (O Veredito), de 1982, sucesso de bilheteria e premiações com Paul Newman. Em 1986, voltou a provocar polêmica entre plateia e crítica com o filme Max, Mon Amour, de Nagisa Oshima, em que ela se apaixona por um chimpanzé.
Nos anos 90 Charlotte diminuiu o ritmo e o interesse em sua carreira, fazendo poucos filmes e trabalhando mais em filmes para a televisão britânica. Ela credita ao cineasta francês François Ozon sua volta em grande estilo ao cinema nos anos 2000, com Sou le sable (br: Sob a Areia), de 2000, e Swimming Pool (br: À Beira da Piscina) de 2003, ambos sucessos de crítica principalmente às interpretações de Charlotte, e concorrentes a vários prêmios.
Foi condecorada com a Ordem do Império Britânico em 2000 por seu papel nas relações do cinema franco-britânico e recebeu um César em 2001.
Em 2002 gravou um álbum chamado Comme Une Femme, com canções em inglês e francês, além de trechos falados.
Em 2016 recebeu uma indicação ao Oscar de melhor atriz pelo seu trabalho no aclamado filme 45 Years de Andrew Haigh.

## Vida pessoal
Na década de 1990, época em que esteve afastada das grandes produções internacionais, Rampling lidou psicologicamente com a questão que a afligiu por toda a vida adulta e lhe deu fama de séria e fechada no cinema, a da morte de sua irmã mais velha, Sarah, mãe prematura e que suicidou-se em 1966 na Argentina, aos 23 anos. Durante quase quarenta anos, até a morte de sua mãe em 2001, o segredo de seu suicídio foi guardado por ela e seu pai - que morreu aos 100 anos, em 2006, quando era o mais idoso atleta olímpico ainda vivo da Grã-Bretanha - que juraram não deixar a esposa e mãe saber da verdade, sobre o que, na época, foi noticiado como morte por hemorragia cerebral. Sobre o que viveu nesse período, declarou: 
"Foi uma época em que tive que conviver comigo mesma sobre isso, em profunda depressão, se devia trazê-la ou não para mais perto de mim, se devia falar a verdade. A morte de minha mãe desbloqueou minha mente".
Foi casada duas vezes, a primeira delas em 1972 com Bryan Southcombe, um ator e publicista, a meio de um escândalo pelas notícias de que, antes disso, os dois viviam numa relação de ménage à trois com um modelo chamado Randall Lawrence. Dessa relação, que acabou em divórcio em 1976, ela teve um filho, Barnaby, hoje diretor de televisão. Em 1974, declarou sobre o fato: 
"Existem tantos mal-entendidos na minha vida. (...) Certa vez causei um escândalo por dizer que vivia com dois homens. (...) Eu não disse isso num sentido sexual. (...) Éramos apenas como quaisquer pessoas que dividem um apartamento." 
Seu segundo casamento, em 1978, com o músico Jean-Michel Jarre, lhe deu mais três filhos e durou mais de vinte anos, acabando publicamente em 1997, quando descobriu através de matérias de tablóides de fofocas que o marido tinha um caso com outra jovem mulher, e teve um distúrbio nervoso.
Desde 1998 vive com um empresário francês da área de comunicações, Jean-Noël Tassez.

## Filmografia parcial
| Ano         | Título original                | Personagem                         | Título Brasil                   | Título Portugal                          |
| ----------- | ------------------------------ | ---------------------------------- | ------------------------------- | ---------------------------------------- |
| 1965        | The Knack ...and How to Get It | Esquiadora                         | A Bossa da Conquista            | Lições de Sedução                        |
| 1969        | La caduta degli dei            | Elisabeth Thallman                 | Os Deuses Malditos              | Os Malditos                              |
| 1973        | Giordano Bruno                 | Fosca                              | Giordano Bruno                  | Giordano Bruno                           |
| 1973        | Zardoz                         | Consuella                          | Zardoz                          | Zardoz                                   |
| 1974        | Il portiere di notte           | Lucia                              | O Porteiro da Noite             | O Porteiro da Noite                      |
| 1975        | Farewell, My Lovely            | Helen Grayle                       | O Último dos Valentões          | O Último dos Duros                       |
| 1980        | Stardust Memories              | Dorrie                             | Memórias                        | Recordações                              |
| 1982        | The Verdict                    | Laura Fischer                      | O Veredito                      | O Veredicto                              |
| 1986        | Max Mon Amour                  | Margaret Jones                     | Max Meu Amor                    | Max, Meu Amor                            |
| 1987        | Angel Heart                    | Margaret Krusemark                 | Coração Satânico                | Coração Satânico - nas Portas do Inferno |
| 2000        | Sous le sable                  | Marie Drillon                      | Sob a Areia                     | Sob a Areia                              |
| 2001        | Spy Game                       | Anne Cathcart                      | Jogo de Espiões                 | Jogo de Espiões                          |
| 2003        | Swimming Pool                  | Sarah Morton                       | À Beira da Piscina              | Swimming Pool                            |
| 2006        | Dexter                         | Dra. Evelyn Vogel                  | Dexter                          | Dexter                                   |
| 2008        | Babylon A.D.                   | Alta-sacerdotisa Noelita           | Missão Babilônia                |                                          |
| 2008        | Deception                      | Wall Street Belle                  | A Lista - Você Está Livre Hoje? | No Limite da Ilusão                      |
| 2009        | O mylos kai o stavros          | Virgem Maria                       | O Moinho e a Cruz               | O Moinho e a Cruz                        |
| 2011        | Melancholia                    | Gaby                               | Melancholia                     | Melancolia                               |
| 2013        | Night Train to Lisbon          | Adriana do Prado                   | Trem Noturno Para Lisboa        | Comboio Noturno Para Lisboa              |
| 2016‎        | 45 Years                       | Kate Mercer                        | 45 Anos                         | 45 Anos                                  |
| 2016        | Assassin's Creed               | Ellen Kaye                         | Assassin's Creed                | Assassin's Creed                         |
| 2018‎        | Red Sparrow                    | Matron                             | Operação Red Sparrow            | A Agente Vermelha                        |
| 2019 - 2013 | DNA                            | Claire Bobin                       | DNA                             | DNA                                      |
| 2021        | Juniper                        | Ruth                               | A Matriarca                     | Juniper                                  |
| 2021        | Benedetta                      | Irmã Felicita                      | Benedetta                       | Benedetta                                |
| 2021        | Dune                           | Reverenda Madre Gaius Helen Mohiam | Duna                            | Duna                                     |
| 2024        | Dune: Part Two                 | Reverenda Madre Gaius Helen Mohiam | Duna: Parte Dois                | Duna: Parte Dois                         |